# پل وین

شماتیک پل وین، U_{we} ولتاژ منبع تغذیه سینوسی، U_{wy} ولتاژ اندازه‌گیری شده

پُل ویَن نوعی مدار پل است که توسط مکس وین در سال ۱۸۹۱ ساخته شد. این پل از چهار مقاومت و دو خازن تشکیل شده‌است.
در زمان اختراع پل وین، مدارهای پل با مقایسه آن‌ها با مقادیر شناخته شده، روش معمول اندازه‌گیری مقادیر قطعات بودند. اغلب یک قطعه ناشناخته در یک بازوی پل قرار داده می‌شود و سپس با تنظیم بازوهای دیگر یا تغییر فرکانس منبع ولتاژ، این پل صفر می‌شود. به عنوان مثال، پل ویتستون را ببینید.
پل وین یکی از پل‌های متداول است. از پل وین برای اندازه‌گیری دقیق خازن از نظر مقاومت و فرکانس استفاده می‌شود. همچنین برای اندازه‌گیری فرکانس‌های صوتی از آن استفاده شده‌است.
پل وین به مقادیر مساوی R یا C احتیاج ندارد. در برخی از فرکانس، راکتانس بازوی سری R2 – C2 مضربی از بازو شنت Rx–Cx خواهد بود. اگر دو بازوی R3 و R4 به همان نسبت تنظیم شوند، این پل متعادل شده‌است.
این پل متعادل شده‌است وقتی که:
{\displaystyle \omega ^{2}={1 \over R_{x}R_{2}C_{x}C_{2}}} و {\displaystyle {C_{x} \over C_{2}}={R_{4} \over R_{3}}-{R_{2} \over R_{x}}\,.}
معادلات ساده می‌شود اگر انتخاب کنیم R2 = Rx و Cx = C2؛ در نتیجه R4 = 2 R3 است.
در عمل، مقادیر R و C هرگز به‌طور دقیق برابر نمی‌شوند، اما معادلات فوق نشان می‌دهد که برای مقادیر ثابت در بازوهای ۲ و x، این پل در بعضی از ω و برخی از نسبت R4/R3 تعادل خواهد یافت.